# Nieuwkerken-Waas
Nieuwkerken-Waas, of kortweg Nieuwkerken, (Frans: Nieukerken-Waes) is een dorp in het noordoosten van de Belgische provincie Oost-Vlaanderen en een deelgemeente van de stad Sint-Niklaas, het was een zelfstandige gemeente tot aan de gemeentelijke herindeling van 1977. De inwoners heten Nieuwkerkenaren en hebben als locofaulisme "schapenkoppen".

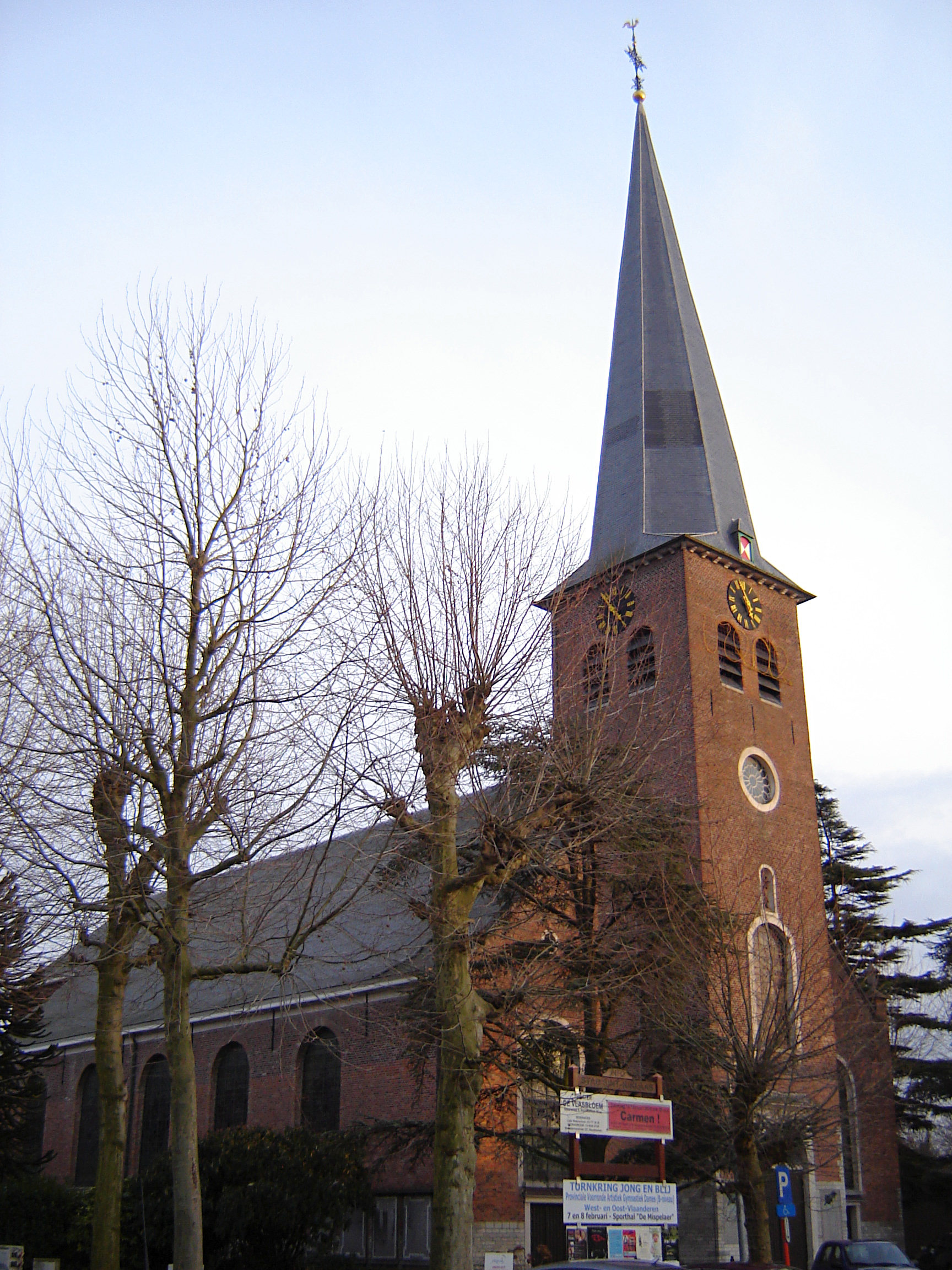
Onze-Lieve-Vrouw ten Boskerk

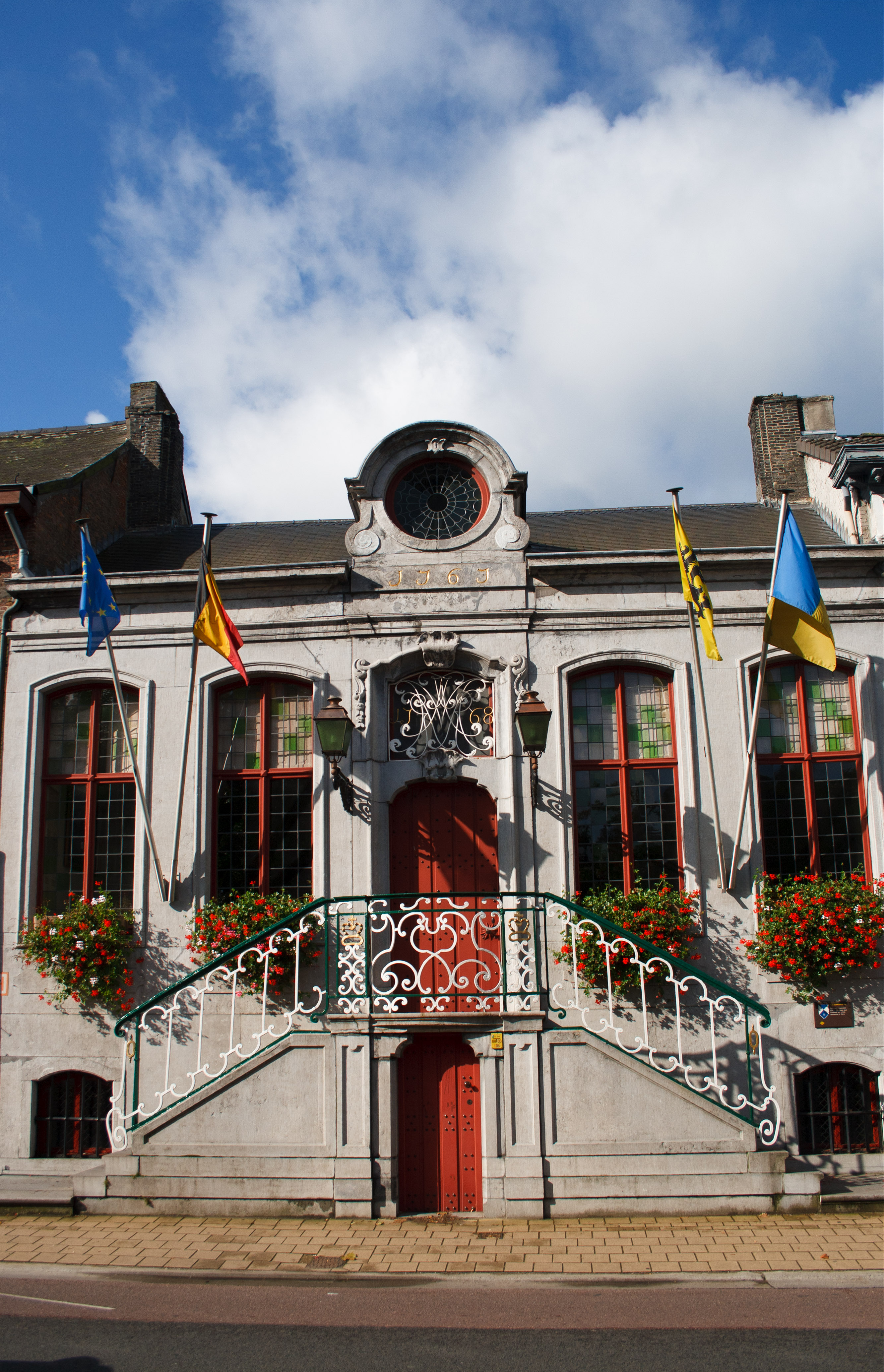
Het oud gemeentehuis

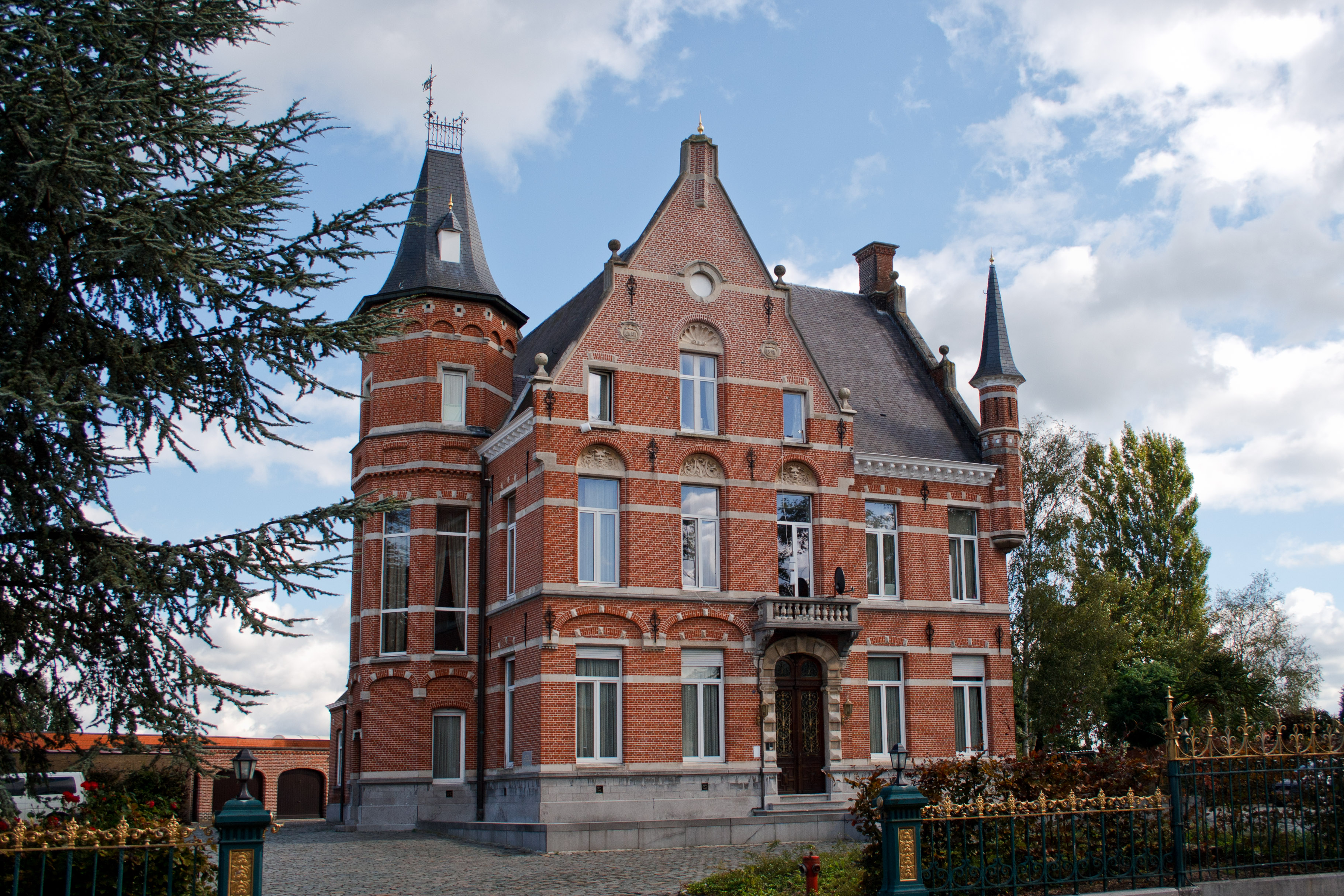
Kasteel Torenhof

## Geschiedenis

### Ontstaan en legende
Het grondgebied van het huidige dorp was in de late ijzertijd reeds bewoond. Bij archeologisch onderzoek zijn er vijf huizen van de derde tot de eerste eeuw voor Christus gevonden. Tevens zijn er verscheidene grachten, greppels, paalkuilen en een tiental graven uit de Romeinse tijd gevonden.  Of deze bewoning ook daadwerkelijk permanent was, is niet zeker.
De stichting van Nieuwkerken zelf kwam pas eeuwen later. In vergelijking met heel wat Wase gemeenten, zoals Waasmunster, Belsele of Temse, is het dorp veeleer een jonge entiteit. Het ontstond omstreeks 1143 toen er bebouwing ontstond rondom een kapel.
Het ontstaan van Nieuwkerken hangt samen met de geschiedenis van het miraculeus beeld van Onze-Lieve-Vrouw ten Bossche en de voorgenoemde kapel, die ter ere van de Heilige Maagd werd gebouwd. De legende verhaalt: "Op zekere dag trok een herder met zijn schapen door het bos waar later de kom der gemeente Nieuwkerken zou ontstaan. De herder trof in een boomholte een beeld van Onze-Lieve-Vrouw aan. Hij nam het beeldje mee naar huis doch 's anderendaags hing het terug aan de boom. Dit feit herhaalde zich drie keer. Toen drukte het beeld de wens uit hier ter ere van Maria een schone kapel zou gebouwd worden. Een rode draad, op de grond, gaf de gewenste afmetingen aan. De kapel werd een bedevaartsoord."
In de loop der eeuwen werd men het spoor van de kapel bijster want men weet niet hoelang die oorspronkelijke kapel als bidplaats bleef bestaan. Wat we wel weten is dat er in 1635 een grote kapel werd gebouwd. Later werd tijdens de kermis, op de verjaardag van de kerkwijding, tegen de roos en bloedziekten gezegend. Te dezer gelegenheid werd aan de bedevaarders een stukje rode draad gegeven, als herinnering aan de rode draad in het bos.
Bij het opnieuw aanleggen van het dorpsplein werden de resten van de kapel teruggevonden. De locatie van deze kapel is nu aangeduid met spijkers in het wegdek en het dorpsplein.

### 13e tot 17e eeuw
In 1241 maakte het dorp deel uit van de Keure van het Land van Waas waardoor het aanhorig was aan de kasselrij Waasland. Volgens de geschiedschrijvers Frans De Potter en Jan Brouckaert werd op 21 juni 1294 de eerste kerk gebouwd door Jacob van Aertrijcke, pastoor te Sint-Niklaas. Sindsdien vormde het dorp een eigen parochie en hing het op religieus vlak niet meer af van Sint-Niklaas. Juridisch maakte Nieuwkerken wel nog deel uit van Sint-Niklaas. In de gezamenlijke vierschaar had het dorp een vertegenwoordiging van één meier en drie schepenen, op een totaal van respectievelijk vier en zeven. Eenmaal per jaar vergaderde de vierschaar in Nieuwkerken. Op agrarisch gebied hing het dorp nog tot de 16e eeuw af van de Abdij van Boudelo te Klein-Sinaai.
In 1646 werd de kerk door een hevige brand verwoest.

### 19e eeuw tot heden
Op 19 oktober 1819 werd door de Nederlandse regering het wapen toegekend; dat van lazuur is met de Heilige Maagd en het kind Jezus in natuurkleur, gekroond van goud en gekleed van zilver met damascering van goud en begeleid door de letters N.K. van hetzelfde.
In het begin van de twintigste eeuw had de gemeente nog een grotendeels agrarisch karakter. Er werd vooral vlas en graan verbouwd. Dit werd gecombineerd met kleine bedrijven zoals spinnerijen, weverijen, klompenmakerijen en houthandels. Dit veranderde in de jaren vijftig toen Nieuwkerken evolueerde naar een zuivere woongemeente. Op 1 januari 1977 werd het een deel van de fusiegemeente Sint-Niklaas.

## Geografie
Nieuwkerken-Waas ligt in het Waasland, dat op zijn beurt weer uitmaakt van Zandig Vlaanderen. Het dorp ligt op de rug van de Cuesta van het Waasland. De deelgemeente wordt begrensd door (in wijzerzin): Vrasene, Beveren, Sint-Niklaas en Sint-Gillis-Waas.

## Demografische ontwikkeling
- Bronnen:NIS, Opm:1831 tot en met 1970=volkstellingen; 1976 = inwoneraantal op 31 december

## Bezienswaardigheden
- De Onze-Lieve-Vrouw-ten-Boskerk uit de 18de eeuw. Het is een classicistisch gebouw met het een rechthoekig grondplan. Het dorpsplein voor de kerk was vroeger het bijhorende kerkhof, dat nu achter de kerk ligt.
- Het kerkhof, met monumentale zerken gehouwen door Robert Van de Velde
- Het voormalig gemeentehuis op het Dorpsplein, van 1767, in landelijke rococostijl.
- Het Heemkundig Museum Nieuwkerken-Waas 200/700.
- Het Klompenmonument voor het nieuw gemeentehuis
- Villa Torenhof, een villa van 1898.
- Woodstock, het café
- Het Kasteel Sint-Martin, een neoclassicistisch kasteeltje uit de 2e helft van de 19e eeuw.
- Het Schaliënhuis aan de Portugesestraat, oorspronkelijk 17e-eeuws.

## Natuur en landschap
Nieuwkerken-Waas ligt in Zandig Vlaanderen en het Waasland, op een hoogte van ongeveer 10 meter. Een waterloop is de Gardebeek. Ten zuidoosten vindt men het Provinciaal Domein De Ster met een vijver en bossen.

## Politiek
Tot de gemeentelijke fusie met Sint-Niklaas in 1977 vormde Nieuwkerken een zelfstandige gemeente. Burgemeesters waren:
- 1830-1836: C.E. Theunissens
- 1837-1842: Fr. Bongaerts
- 1843-1864: K.L. Bocklandt
- 1862-1887: P.A. Van Puymbroeck
- 1888-1921: Emeri De Cleene
- 1921-1923: Hendrik Ryckaert
- 1924-1925: Cyriel Pauwels a.i.
- 1925-1933: Nathalis Maes
- 1933-1947: Jozef Duyver
- 1947-1954: Theodoor Nijs
- 1951-1953: Leopold Verhelst a.i.
- 1953-1970: Theofiel Ellegiers
- 1970-1976: Cyriel De Rop

## Verkeer en vervoer

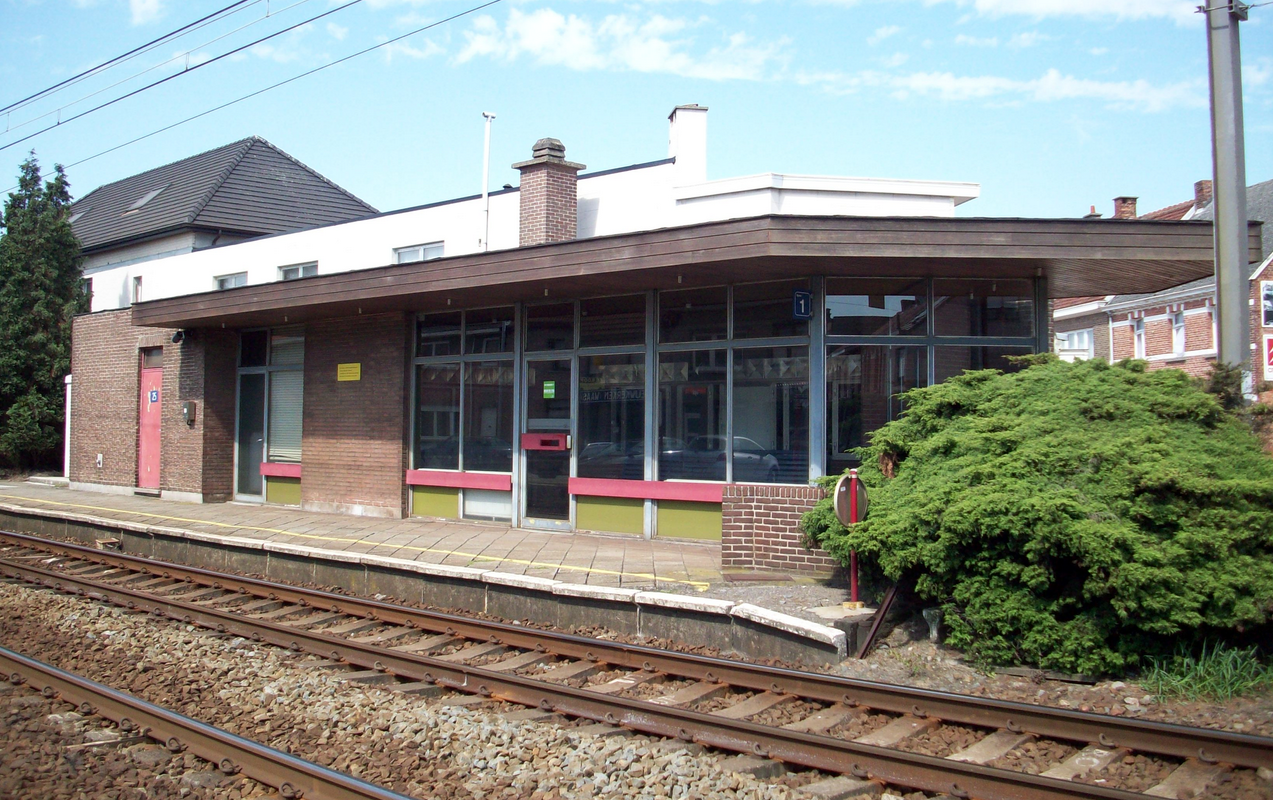
Het voormalige stationsgebouw

### Wegennet
Op het grondgebied van Nieuwkerken-Waas lopen twee gewestwegen. De N70 loopt op de grens met Sint-Niklaas en verbindt Gent met Linkeroever. De N451 doorkruist het centrum van het dorp en loopt van Sint-Niklaas naar Doel.

### Openbaar vervoer
In het dorp bevindt zich het station Nieuwkerken-Waas. Het station maakt deel uit van de S-netten van Antwerpen (in de week) en Gent (in het weekend), twee voorstadsnetwerken.
Buslijn 31 bedient het dorp. Deze rijdt richting het Waasland Shopping Center in Sint-Niklaas en richting Kieldrecht en Doel.
Op 1 oktober 1893 werd tramlijn 367 van de NMVB in gebruik genomen tussen het station van Sint-Niklaas en Kieldrecht. Deze lijn had verschillende haltes in Nieuwkerken. Op 15 februari 1905 werd de uitbreiding naar Doel geopend. In 1944 werd de exploitatie van de lijn stopgezet en vervangen door een busdienst, die tot op vandaag bestaat.

### Fiets
In het dorp ligt fietssnelweg F4 Antwerpen-Gent. De weg loopt grotendeels parallel met spoorlijn 59 en passeert dan ook het station.

## Sport
In Nieuwkerken speelt de voetbalclub Sportkring Nieuwkerken Sint-Niklaas in de derde afdeling. Hun stadion is het Stedelijk Sportcentrum Meesterstraat.
Het dorp heeft ook een volleybalclub, PNV Waasland.

## Economie

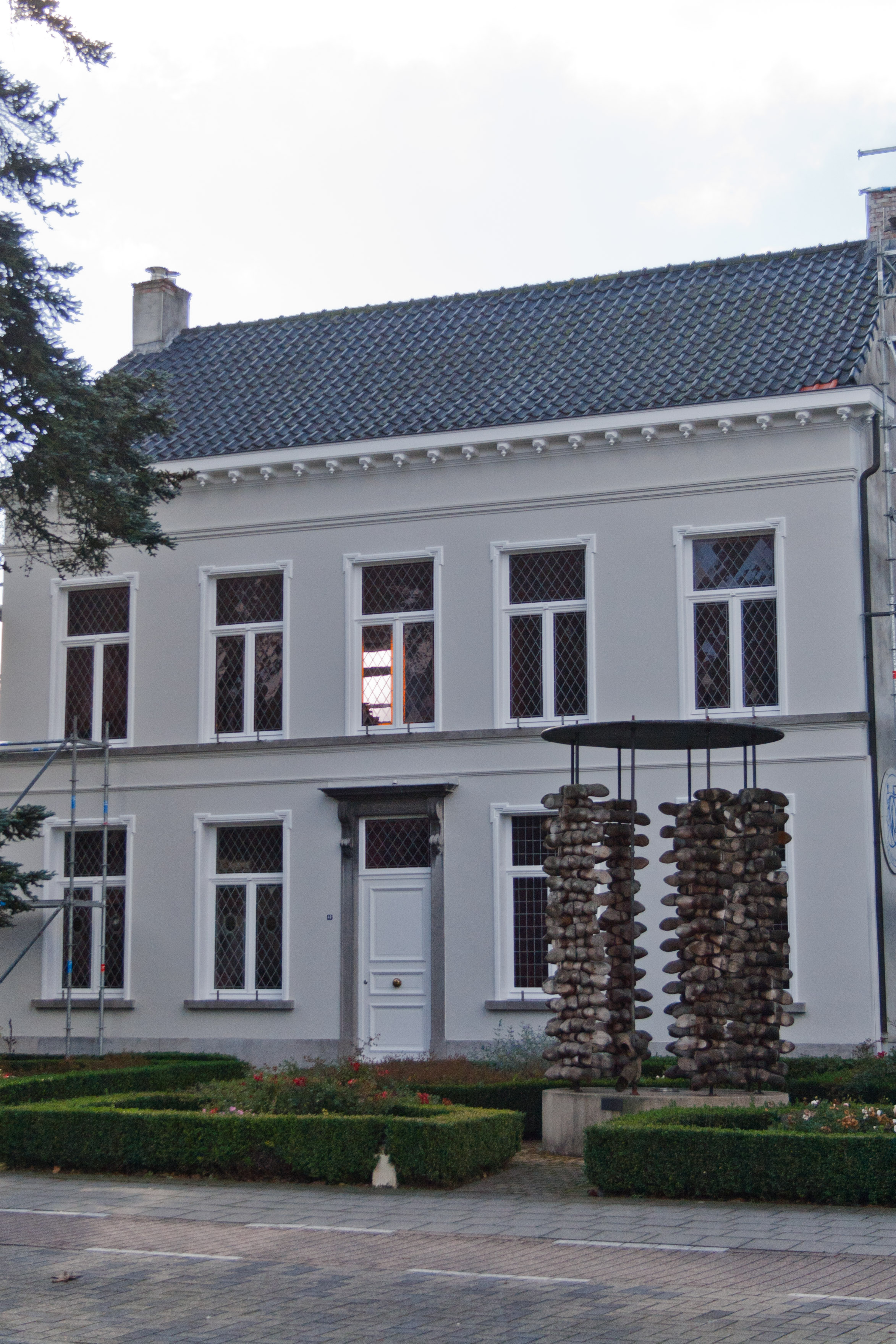
Het nieuw gemeentehuis met ervoor het klompenmonument

### Klompennijverheid en Klompentochten
Nieuwkerken stond vroeger bekend om zijn klompennijverheid. In 1896 waren er 72 ondernemingen welke 241 werklieden in dienst hadden. Na Sint-Niklaas, Beveren en Temse was Nieuwkerken de belangrijkste producent van platte, hoge en grote blokken. Vooral populieren werden gebruikt bij de vervaardiging van de houten schoenen. Soms ook wel wilgen en elzen, maar toch in veel mindere mate. In het Waasland werden daarom langs de akkers enorme hoeveelheden populieren aangeplant.
Van 1973 tot en met eind jaren 80 vonden de Internationale Klompentochten Nieuwkerken plaats. Deze wandeltochten in en rond Nieuwkerken lokten op hun hoogtepunt ongeveer tienduizend wandelaars. Op 17 april 2011 werd dit evenement nieuw leven ingeblazen onder de naam Nieuwkerkse Klompentochten.

### Overig
Verschillende bedrijven zijn gevestigd in Nieuwkerken-Waas:
- Brouwerij 't Paenhuys, brouwerij
- Brouwerij Verhofstede, likeurfabriek
- 't Korennaer, restaurant met een Michelinster

## Bekende (ex-)inwoners
- Marin Verhagen (1788-1849)
- Monseigneur De Cleene (1870-1942)[9]
- Maurits Coppieters (1920-2005), politicus
- Mariette Verhulst (1927-2008), alias Jetty Gitari
- Tom Steels (1971), wielrenner
- Kris Van de Putte (1975), ex-profvoetballer
- Wouter Van Bellingen (1972), politicus
- Stijn Van de Voorde (1977), Studio Brussel-presentator
- Liesbet Van Breedam (1979), beachvolleybalster
- Jonas Ivens (1984), voetballer en trainer
- Koen Van Damme (1987), turner

## Fotogalerij

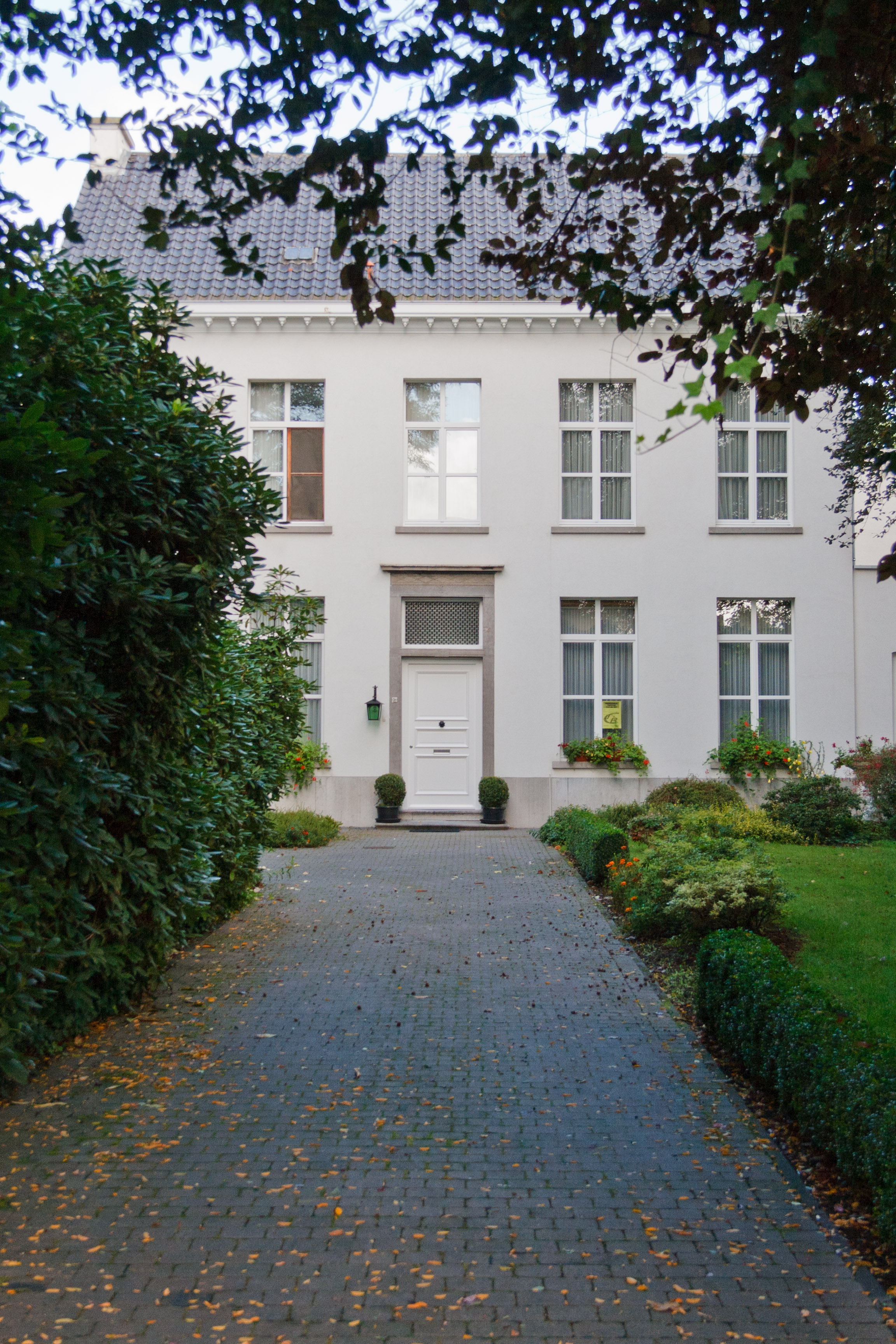
De pastorie
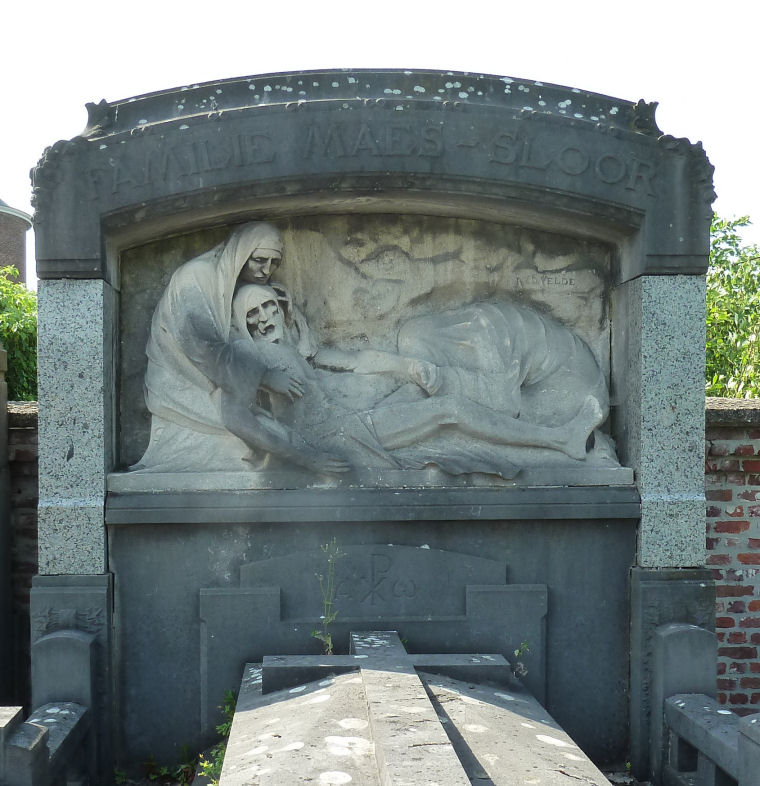
"Pieta"; monumentale grafzerk van de familie Maes-Sloor, door Robert Van de Velde
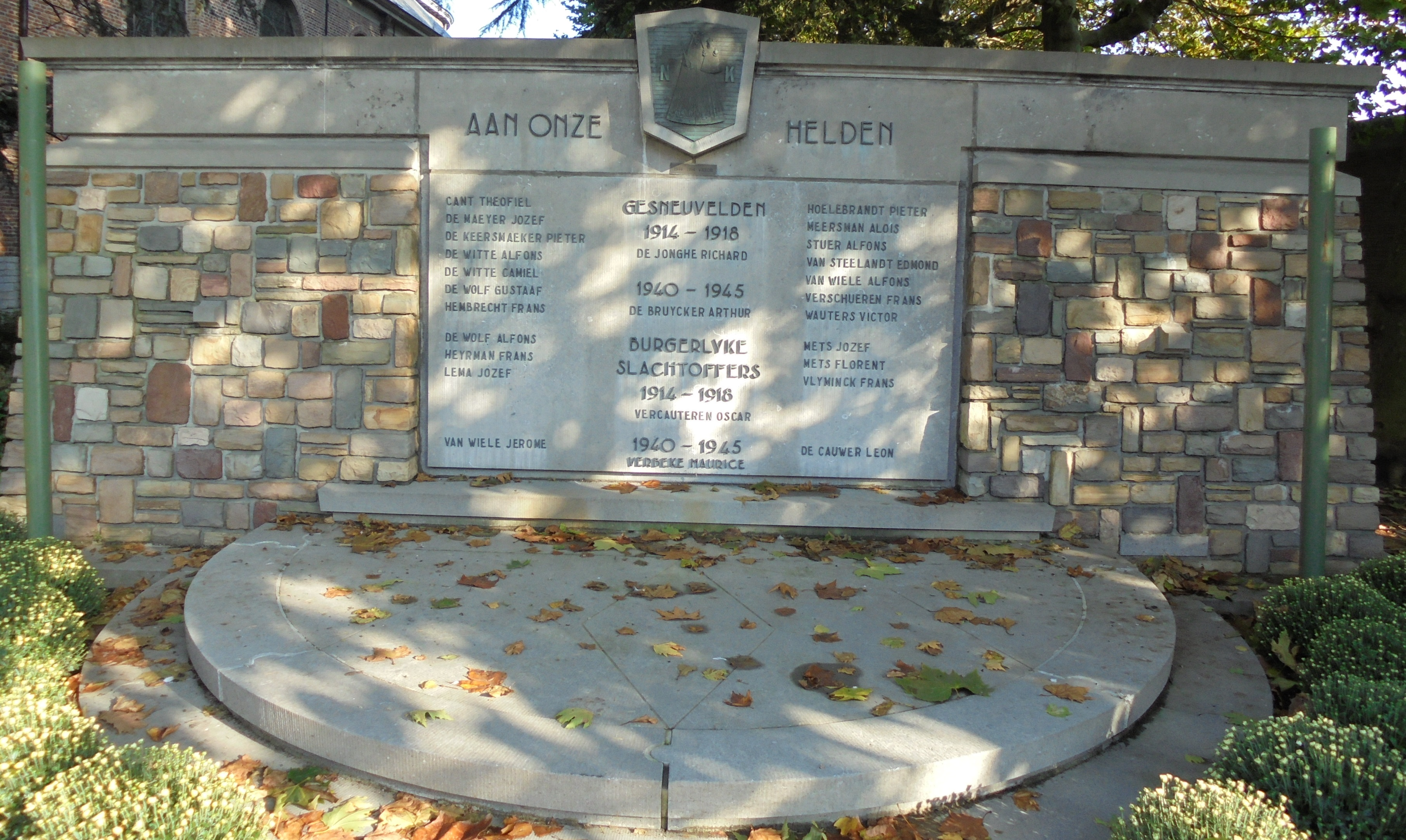
Het monument voor de gesneuvelden van beide wereldoorlogen
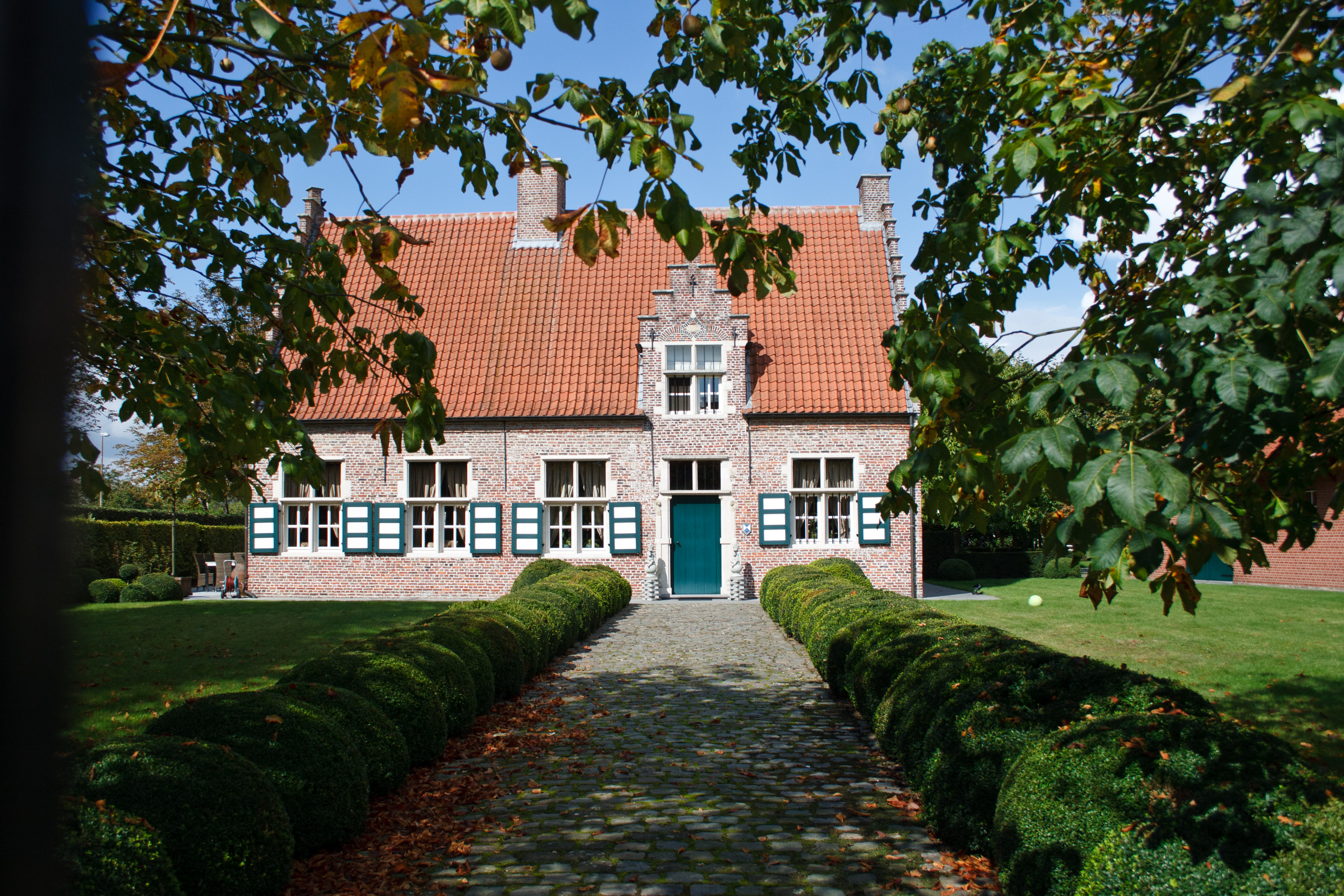
De beschermde hoeve Wallenhof
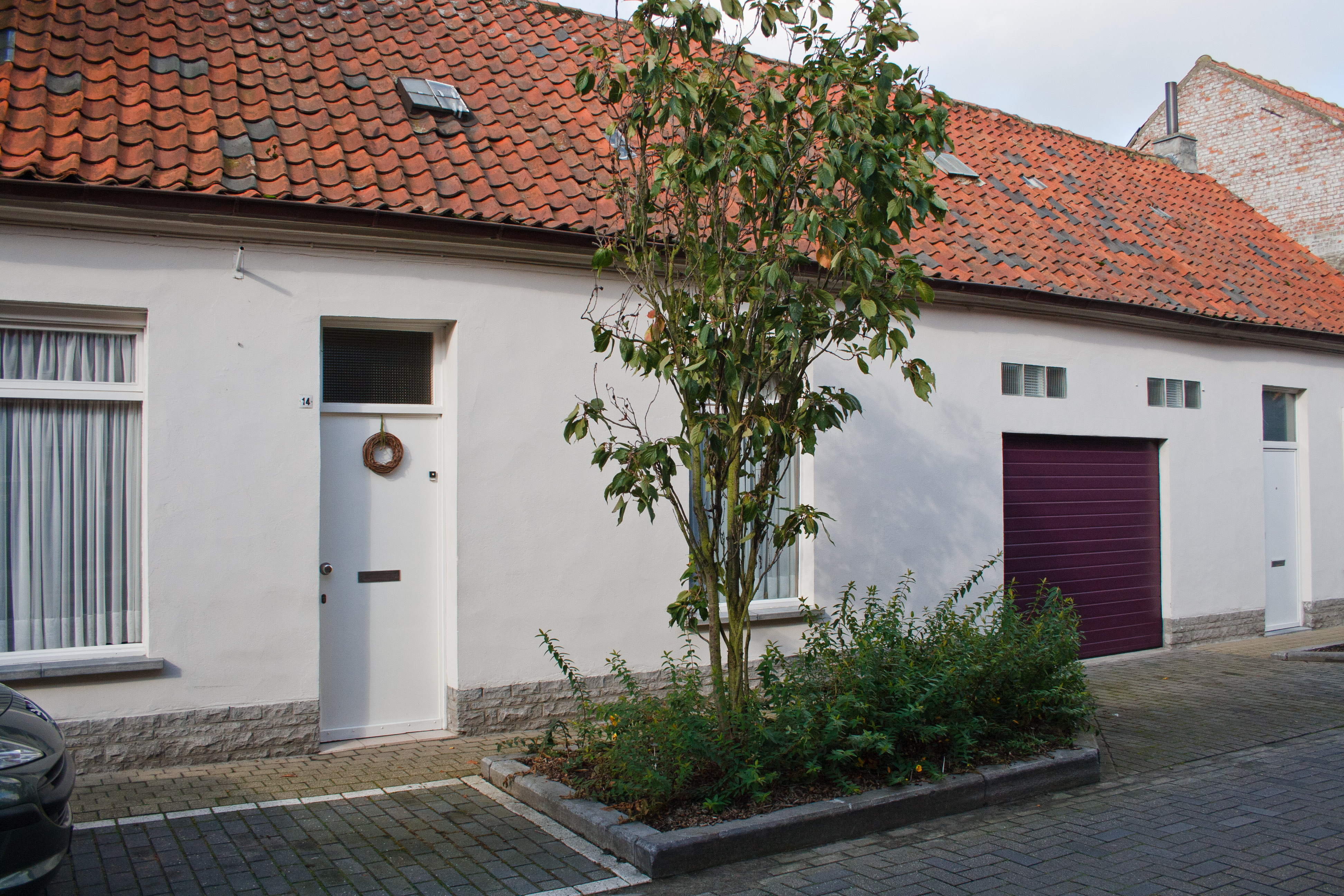
Beschermde huizen
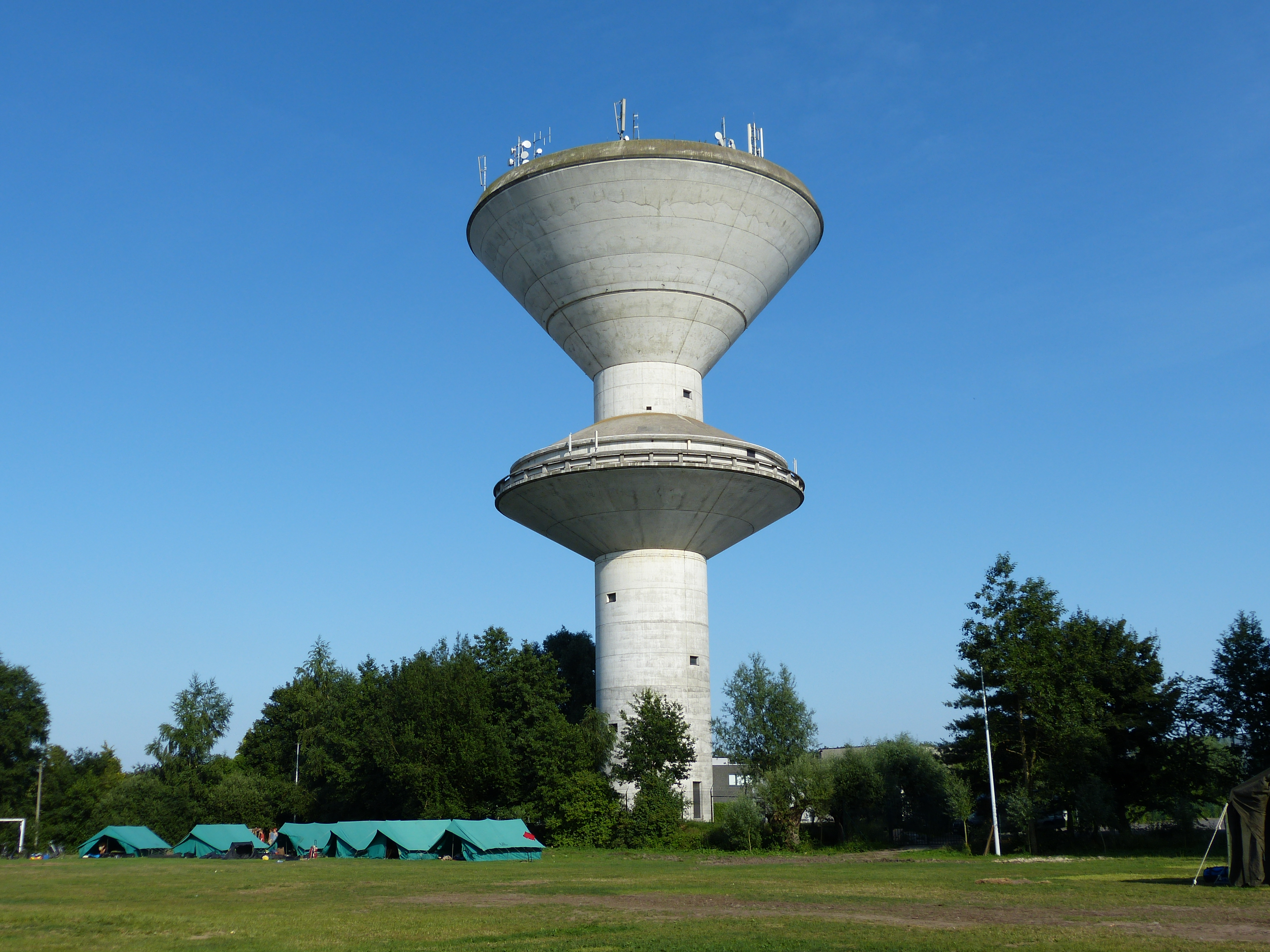
De watertoren aan de Grote Baan

## Nabijgelegen kernen
Sint-Niklaas, Vrasene, Velle, Beveren, Haasdonk